# Ferran Bel i Accensi
Ferran Bel i Accensi (Tortosa, 1 de juny de 1965) és un polític català, va ser alcalde de Tortosa i senador per Tarragona en la X legislatura i posteriorment diputat al Congrés dels Diputats en la XI, XII i XIV legislatures. El 2023 fou nomenat representant de la PIMEC a Madrid.

## Biografia
És llicenciat en Ciències Econòmiques i Empresarials per la Universitat de Barcelona, on també ha fet postgrau en hisenda autonòmica i local.
El 1991 va fundar una empresa des de la que ha exercit com a assessor fiscal. Ha estat professor associat de la Universitat de Barcelona i professor de Règim Fiscal d'Empreses de la Universitat Rovira i Virgili de 1990 a 2005. Militant de Convergència Democràtica de Catalunya des de 1995, n'ha estat president local el 2002. A les eleccions municipals de 2003 fou escollit regidor de l'ajuntament de Tortosa i portaveu del grup municipal. A les eleccions municipals de 2007 esdevingué alcalde de Tortosa amb suport d'ERC, càrrec que va revalidar a les municipals de 2011 amb majoria absoluta, i 2015 amb majoria simple. En el ple extraordinari del 8 de febrer de 2018 va fer efectiva la seva renúncia al càrrec de regidor i alcalde de la capital de l'Ebre.
Va ser president del Consell Comarcal del Baix Ebre entre 2003 i 2007. A les eleccions generals espanyoles de 2011 va ser escollit senador per CiU per la circumscripció de Tarragona. A les eleccions generals espanyoles de 2015 i 2016 fou elegit diputat per Democràcia i Llibertat. El 2019 fou nomenat Diputat al Congreso per Junts per Catalunya. La tardor de 2023 fou nomenat representant de la PIMEC a Madrid.
Està casat i té dos fills.